# Nujol
Il Nujol è un olio minerale, prodotto dalla Plough Inc., numero CAS 8042-47-5, e densità  0,838 g/mL a 25 °C, usato in spettroscopia infrarossa. È un olio di paraffina pesante, chimicamente inerte e con uno spettro infrarosso molto semplice, con le bande di assorbimento più importanti tra 2950-2800, 1465-1450, e 1380-1370 cm-1. La formula empirica del Nujol è difficile da determinare perché si tratta di una miscela ma, ai fini analitici, si può considerare genericamente come un alcano di formula CnH2n+2 per n molto grande.
Per ottenere lo spettro di assorbimento di un solido, un campione può essere mescolato intimamente con il Nujol in un piccolo mortaio di agata per ottenere una sospensione molto viscosa che viene depositata fra due dischi di cloruro di sodio o di potassio (che non assorbono nell'infrarosso). Per sostanze chimicamente molto reattive, lo strato di Nujol può costituire un rivestimento protettivo, prevenendo la decomposizione del campione durante l'acquisizione dello spettro infrarosso. È bene non eccedere con il Nujol, per evitare che le bande di assorbimento dello stesso vadano a coprire quelle della sostanza in esame.